# Госпођа из велике собе
Госпођа из велике собе је роман књижевника Николе Трајковића, чија се радња дешава у Београду на почетку двадесетог века. Објављен је 1955. године у издању Просвете. У роману се помиње часопис Ђаво, те иако се нигде не каже тачно када се дешава радња, највероватније је негде између 1906. и 1912. године, у време када је овај  хумористички часопис био актуелан. Један прелеп роман о старом Београду, неправедно заборављен.

## Радња романа
Наратор романа је дванестогодишњи дечак Мита, син добростојећег трговца, коме се поглед на свет мења када се у једну собу у њиховој кући досели брачни пар, другачији од свих које је имао прилике да упозна. Јулијана, прелепа дама, и жена из наслова, то јест она коју назива госпођа из велике собе, и њен супруг инжењер Воја, који ради у једној новоотвореној фабрици. Радња се дешава у улици око Варош-капије, одакле је и сам писац пореклом, и описује нестанак старог патријархалног друштва у Београду, и долазак новог модернијег. Воја тајно пише за један часопис и бори се за права радника и жена, а његова заводљива супруга уноси немир у све старомодне људе, јер се скандалозно понаша, говори, усуђује да каже шта мисли и има утицај на младе девојке у крају. Она покушава да образује младе девојке да не морају као она, да се због пара удају за неког ког не воле и не желе, да је ово ново доба, и да жене могу много више, него само да буду домаћице које ће покорно слушати своје мужеве, и мали дечак Мита, на прагу пубертета, не схватајући још увек све што се дешава, занесено прати идеје свог комшије, и заљубљено иде за његовом супругом.

## О писцу
Никола Трајковић (1896 - 1989) је био српски књижевник, преводилац са француског и песник. И сам је био син трговца и одрастао на Варош капији, и био је један од ретких познавалаца главног града који је чест мотив у његовим делима. Роман је после првог издања објављен уз друга дела под насловом Стари Београд, 1977. године у тврдом повезу и издању издавача Вук Караџић.